# Castillo de Sydoriv
El castillo de Sydoriv (en ucraniano: Сидорівський замок) son las ruinas de una fortaleza construida por Marcin Kalinowski en Sýdoriv, un pueblo ubicado en el raión de Husyatyn, óblast de Ternópil, en la actual Ucrania. El castillo se alza sobre una colina rodeada en tres partes por un río. Cuando se construyó en la década de 1640, la estructura tenía 7 torres que se extendían por 178 metros de norte a sur. Fue muy dañado por los invasores turcos en 1672 y fue abandonado por sus propietarios en el siglo XVIII.